# Jules Beaulieux
Jules Beaulieux, aussi orthographié Jules Beaulieu, né le 7 novembre 1913 à Anzin, est un cheminot mobilisé au sein du 54e régiment d'infanterie de forteresse (54e RIF) pendant la Seconde Guerre mondiale. Il est tué le 20 mai 1940 près de Fresnes-sur-Escaut en tentant, seul à bord de sa tourelle, d'interdire le franchissement de l'Escaut à une unité allemande.

## Biographie
Il est le fils d'Albert Joseph Beaulieux, mineur, et de Julia Lemoine, femme au foyer.
Il exerce le métier de manœuvre au service traction de la SNCF du dépôt de Valenciennes.

Lors de la mobilisation française de la Seconde Guerre mondiale, il affecté au 54e régiment d'infanterie de forteresse (RIF) dans le secteur fortifié de l'Escaut.

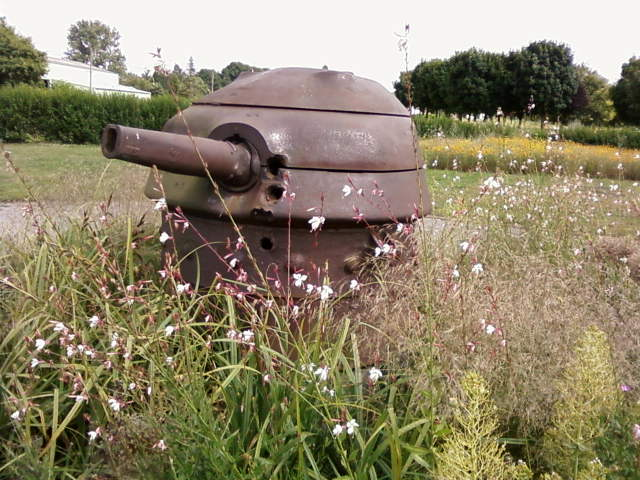
Tourelle démontable STG du soldat Beaulieux après son déplacement lors de l'agrandissement du canal de l'Escaut.

Il est mitrailleur à bord de la tourelle mobile no 507 modèle STG 35/37 armée d'une mitrailleuse Hotchkiss modèle 1914 de 8 mm. Il est positionné près du pont du Sarteau, près de Fresnes-sur-Escaut,.
La tourelle est enterrée dans une position bétonnée et très bien camouflée. Son tir peut balayer le pont du Sarteau et le pont du Jard.

### Mort pour la France
Le 19 mai 1940, veille de la bataille de l'Escaut, le génie français fait sauter le pont du Sarteau près de Fresnes-sur-Escaut. Jules Beaulieux écrit une dernière lettre à ses parents: 

« Le pont du Sarteau va sauter. Je suis seul à la tourelle. Pas un camarade.
J'ai peur. Il faut que je reste. Je me demande ce que je vais faire avec une
simple mitrailleuse contre des chars blindés.
Adieu maman, papa, jeannette et mes sœurs et mes frères.
Au revoir petite sœur
Il y a des gens qui veulent passer, mais il est trop tard
Pense à moi, petite sœur.
Pourvu que vous soyez heureux après.
Au revoir maman » »

Selon les sources, il est seul car son servant aurait été tué dans une liaison vers l'arrière ou il l'aurait renvoyé vers l'arrière.
Le 20 mai 1940, pendant une journée entière, Jules Beaulieux repousse les assauts allemands, leur infligeant de lourdes pertes, mettant hors de combat une centaine d’Allemands et trois véhicules,.
Les Allemands finissent par localiser sa tourelle et utilisent un canon antichar. Un obus ricoche sur le blindage mais trois pénètrent tuant Jules Beaulieux,. 
Surpris qu'un seul individu leur tienne tête aussi longtemps, les soldats allemands l'enterrent à côté de la tourelle et lui rendent les honneurs militaires. Sur la tourelle, ils inscrivent « Nieder Gekampft 20-V-1940 » (en français « Vaincu le 20 mai 1940 »). Puis, sur demande de sa famille, il est inhumé au cimetière d'Anzin le 1er juin 1940.

## Décorations
À titre posthume : 
- Médaille militaire[2] ;
- Croix de guerre 1939-1945[2].

## Reconnaissance
- Il est reconnu Mort pour la France[2].
- Une rue porte son nom à Anzin[5].
- En 2008 est créée l'association sportive scolaire Jules-Beaulieux[8].
- Le 24 mai 2021, un hommage lui est rendu à la tourelle du soldat Beaulieux[9].